# Miltiádisz Tendóglu
Miltiádisz Tendóglu (Szaloniki, 1998. március 18. –) olimpiai, világ- és Európa-bajnok görög atléta, fő versenyszáma a távolugrás.

## Pályafutása
Tendóglu 1998-ban született Szalonikiben, gyerekkorát Grevenában töltötte, tinédzserként parkourozott. 15 éves korában indult először atlétikai versenyen, edzője Vangélisz Papaníkosz unszolására. Sikereit Jórgosz Pomászki edzővel érte el. 2015-ben megjavította a görög ifjúsági rekordot távolugrásban 7,69 méteres eredményével, amivel kvalifikálta magát az ifjúsági világbajnokságra. A kolumbiában rendezett versenyen végül ötödik helyen végzett. Következő évben a lengyelországi Bydgoszczban rendezett junior világbajnokságon 7,91 méteres ugrásával lett ezüstérmes. Azév augusztusában 18 évesen részt vett a riói olimpián, ahol a selejtezőben elért 7,64 méteres ugrása nem volt elég a döntőbe jutáshoz, összesítésben a 27. helyen végzett.
2017 júniusában megnyerte a görög bajnokságot 8,30 méteres ugrással, ami egyben új U20-as görög csúcs is, valamint a görög távolugrók között a harmadik legjobb eredmény. Júliusban a Grossetoban rendezett junior Európa-bajnokságon sem talált legyőzőre, 8,07 méterrel lett aranyérmes. Élete első felnőtt világbajnokságán viszont nem jött ki neki a lépés, összesítésben a 19. helyen végzett.
A 2018-as Európa-bajnokságon megszerezte első felnőtt aranyérmét világversenyen, 8,25 méteres ugrásával. A 2019-es fedett pályás Európa-bajnokságot is megnyerte 8,38 méteres új egyéni csúccsal. Szabadtéren az azévi világbajnokságon a várakozásoktól elmaradva 7,79 méteres ugrásával csak a tizedik helyen végzett. A 2021-es fedett pályás Európa-bajnokságon megvédte címét 8,35 méteres ugrásával, ami abban az évben a világ legjobb eredménye lett. Az azév májusában Görögországban megugrott 8,60 méteres teljesítménye a világ valaha volt 16. legjobb ugrása lett.
A 2021-re halasztott tokiói olimpia döntőjét úgy nyerte meg, hogy 8,41 méteres legjobb ugrása centiméterre megegyezett Juan Miguel Echevarría legjobbjával, a második legjobb ugrásuk számba vételével lett Tendóglu az olimpiai bajnok.
2022-ben az év eleji Belgrádban rendezett fedett pályás világbajnokságot 8,55 méteres eredménnyel nyerte meg. A két korábbi sikertelen szabadtéri világbajnoksága után 2022-ben a Eugene-ben rendezett világbajnokságon 8,32 méteres ugrással ezüstérmet nyert.
A 2023-as budapesti világbajnokságon a selejtezőből csak az utolsó kísérletével megugrott 8,25 méteres eredménnyel tudott továbbjutni a döntőbe. Ott már elsőre 8,50 métert teljesített, majd utolsó kísérletével még 2 centimétert javított és ezzel világbajnoki címet nyert.
A 2024-es Európa-bajnokságon a döntőben mind az öt érvényes kísérlete 8,40 méternél nagyobb volt. Az utolsó előtti körben 8,65 méteres új egyéni csúcsot ugrott, utolsó próbálkozásra pedig centiméterre ugyanannyit teljesített.

## Egyéni legjobbjai
Szabadtér
| Versenyszám    | Eredmény | Helyszín                | Időpont           |
| -------------- | -------- | ----------------------- | ----------------- |
| 100 m síkfutás | 10,70 s  | Argosztóli, Görögország | 2021. május 15.   |
| távolugrás     | 8,65 m   | Róma, Olaszország       | 2024. június 8.   |
| hármasugrás    | 15,61 m  | Kasztoriá, Görögország  | 2016. április 23. |

Fedett pálya
| Versenyszám | Eredmény | Helyszín         | Időpont           |
| ----------- | -------- | ---------------- | ----------------- |
| távolugrás  | 8,55 m   | Belgrád, Szerbia | 2022. március 18. |